# Zalimkhan Yusupov
Zalimkhan Yusupov (19 de febrero de 1984) es un luchador tayiko de lucha libre. Participó en los Juegos Olímpicos de Londres 2012 en la categoría de 66 kg, consiguiendo un 11.º puesto. Compitió en Campeonato Mundial en 2014 clasificándose en la 7.ª posición. Ganó una medalla de plata en los Juegos Asiáticos de 2014. Participó en el Campeonato Asiático de 2014 acabando en 11.º lugar.